# Jaskinia w Marzęcinie
Jaskinia w Marzęcinie – jaskinia na terenie Niecki Nidziańskiej. Wejście do niej znajduje się na południe od wsi Marzęcin (gmina Pińczów), w pobliżu Jaskini Żydowskiej i Schroniska Małego, na wysokości około 244 m n.p.m. Jaskinia nie jest do końca zbadana i udokumentowana. Jej długość wynosi szacunkowo około 250 metrów, a deniwelacja około 10 metrów.

## Opis jaskini
Za niewielkim szczelinowym otworem wejściowym znajduje się 5-metrowa studzienka.  Z jej dna odchodzą ciągi korytarzy na dwóch poziomach. W przyotworowej partii znajdują się większe salki i korytarze, natomiast dalej ciągnie się labirynt małych i łączących się ze sobą korytarzyków.

## Przyroda
Flory i fauny jaskini nie badano.

## Historia odkryć
Pierwszą wzmiankę prawdopodobnie o tej jaskini sporządził B.W. Wołoszyn w 1977 roku. Jednak w następnych latach nie udało się znaleźć do niej wejścia. Otwór został odkryty przez J. Gubałę i A. Kaszę w 1999 roku. W roku 2002 przeprowadzono badania jaskini osiągając szacunkowo 250 metrów długości. Nie został do tej pory sporządzony jej plan ani opis. Istnieje prawdopodobieństwo, że ma połączenie z położoną w pobliżu Jaskinią Żydowską.